# 銹斑林鴞
銹斑林鴞（學名Strix hylophila）是一種分佈在巴西南部及內陸至巴拉圭和阿根廷東北部的貓頭鷹。
銹斑林鴞屬於林鴞屬。它們喜歡躲藏及較為稀少，所以只有很少的研究。林鴞屬的分類只是臨時的，當有較多資料則才可以確定。
銹斑林鴞的體型中等大小，長33-38厘米及重285-340克。身體及胸部呈銹色，有褐色的斑紋，眼睛深色。上身也有淡黃色斑紋。
銹斑林鴞主要吃昆蟲、田鼠、小鼠屬、細小鳥類及某些爬行類。它們喜歡棲息在密林或林地中。它們由於伐林受到威脅。
銹斑林鴞的繁殖期是在8-10月。它們會在樹穴築巢。孵化期為29日。幼鳥孵化後5星期就可以離開巢穴，要約4個月才可以完全獨立。